# Dorog címere

Dorog címere

Dorog címere egy ívelt, álló, háromszögtalpú, négyelt barokk pajzs. Első mezejében egyszer csavart ezüst függesztőszíjon ezüst postakürt látható. A második és harmadik arany mezőket két-két vörös pólya darabolja. A negyedik (fekete) mezőben ezüst fejtőkalapács és egy bányászcsákány keresztezi egymást, a város több száz éves bányász múltjára utalva. A címer felett négyszer meghajtott vörös szalagon a Dorog felirat látszódik. A szalag mindkét oldalon mélyen bevágott, s ezek a szálak oldalanként lazán fonottak. Az egyik szál a felirat mellé, a másik a címer alá csavarodik.
A vörös mező színe az életet szimbolizálja, a postakürt pedig azt, hogy erre haladt egy római hadiút, az Aquincumot Noricummal összekötő út, melyet még a középkorban is használtak. A 18. században a Buda és Bécs között zajló postakocsi-forgalom egyik meghatározó állomása lett Dorog, melynek fogadójában több híres személyiség is megfordult, int például Kazinczy Ferenc, Széchenyi István, Wesselényi Ferenc. A második és harmadik mező aranya jelzi a vidék gazdaságát, jó földjeit, ásványkincseit, erdőit. Az ásványkincseknél leginkább a hatalmas barnakőszén mennyiségre kell gondolni. A vörös pólyák az Árpádok címeréből vett magyar történelmet idézik. A négy pólya talán Dorogot a 17. századtól benépesítő kisebbségekre utal. Főként a németekre, csehekre, morvákra és a Temesi Bánságból érkező bányászokra utalhat. De utal a város sikerei az élet hétköznapibb oldalán is, mint például a tudományokban, a sportban, zenében. Sok sikeres zenész, geológus, botanikus, bányamérnök, építészek, művészek tudhatják szülővárosuknak Dorogot. A fekete mező idézi a település rosszabb éveit. Utal a török időkben történt veszteségekre, hogy közel másfél évszázadig lakatlanul állt, a sok száz polgárra aki életét adta a szabadságért. A fekete szín egyben jelképezi a térség szénmezőit is, melynek kitermelése már a  19. század első felében kezdetét vette, mindezt a fekete mezőben lévő bányászszerszámok nyomatékosítják.
A pajzs barokkos beütése mutatja, hogy Dorog barokk-román korban támadt fel, települt újra, temploma is-e stílus jegyeit őrzi. Az újratelepülés alatt eltelt rövid három évszázad alatt puszta vidéki településből városi rangig emelkedett (1984).